# Traoré Seynabou Diop
Pour les articles homonymes, voir Diop.
Traoré Seynabou Diop, née le 16 novembre 1963 à Bamako, est une femme politique malienne. Elle est notamment ministre de l'Equipement, des Transports et du Désenclavement de 2016 à 2017, ministre de l'Equipement et du Désenclavement en 2017 et ministre des Infrastructures et de l'Équipement de 2019 à 2020.

## Biographie

### Etudes et formation
Traoré Seynabou Diop obtient un diplôme d'ingénieur en constructions civiles à l'École nationale d'ingénieurs Abderhamane Baba Touré, un DUT en informatique à Saint-Pétersbourg et un DUT en finance et comptabilité à l'Institut universitaire de gestion de Bamako,.

### Parcours politique
Elle est notamment ministre de l'Equipement, des Transports et du Désenclavement du 7 juillet 2016 au 11 avril 2017 et ministre de l'Equipement et du Désenclavement en 2017 après remaniement, et ministre des Infrastructures et de l'Équipement de 2019 à 2020,.